# Jules Goux
Jules Goux, född den 6 april 1885 i Valentigney, Paris, Frankrike, död den 6 mars 1965 på samma plats, var en fransk racerförare.

## Racingkarriär
Goux vann den katalanska cupen 1908, vilket gjorde att han blev fabriksförare för Peugeot. Han tog sedan båt över till USA och vann Indianapolis 500 i sitt första försök 1913, vilket gjorde honom till den förste europeiske föraren att vinna tävlingen, samt en av enbart två fransmän som gjort det. Totalt ställde Goux upp fem gånger i 500 mile-tävlingen, med en tredjeplats 1914 och en fjärdeplats 1919, som sina övriga större framgångar. Efter första världskriget var hans största framgång segern i Italiens Grand Prix 1921, samt Frankrikes Grand Prix 1926.